# 陶雷爾聰特山

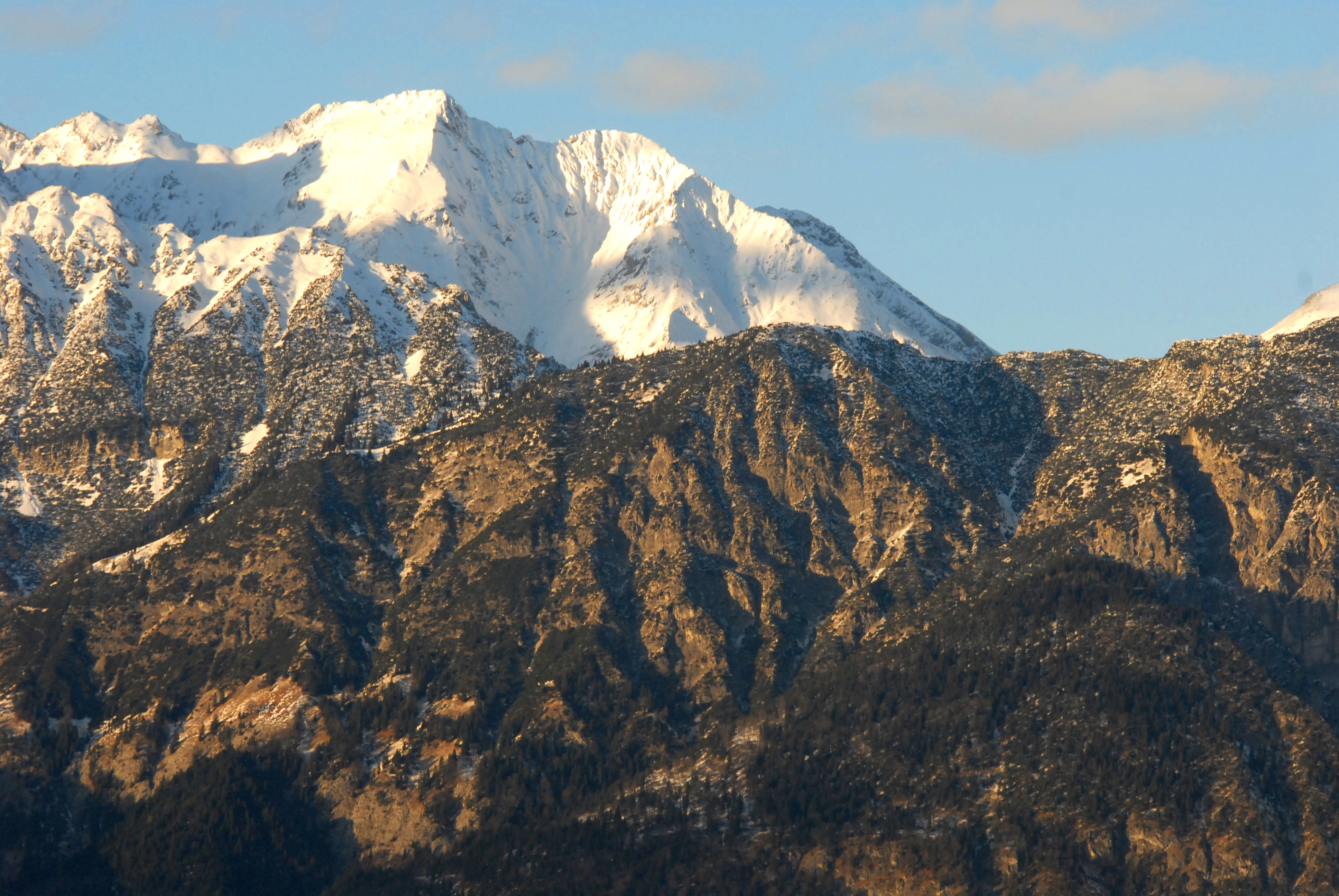

47°19′10″N 11°28′22″E / 47.319513°N 11.472672°E
陶雷爾聰特山（德語：Thaurer Zunterkopf），是奧地利的山峰，位於該國西部，由蒂羅爾州負責管轄，屬於諾德凱特山脈的一部分，處於哈勒聰特山以西1公里，海拔高度1,918米。